# Svaneti
Svaneti (gruzijski: სვანეთი) ili Svanetija (antički Suania) je povijesna pokrajina Gruzije na sjeverozapadu zemlje, južni obronci Kavkaza, koja je naseljena Svanima, etnička podgrupa Gruzijaca. Područje je poznato po slikovitim krajolicima i izvornoj srednjovjekovnoj arhitekturi od 9. do 12. stoljeća, zbog čega je upisana na UNESCO-ov popis mjesta svjetske baštine u Aziji i Oceaniji 1996. godine.

## Zemljopis
Svaneti su okruženi vrhovima od 3000 do 5000 m visine i to je najviše naseljeno područje Kavkaza. Četiri od 10 najviših vrhova Kavkaza se nalaze u ovom području (Šhara 5201 m, Tetnuldi 4974 m; Šota Rustaveli 4960 m; i Ušba 4710 m). Povijesno i zemljopisno Svaneti je podijeljen na Gornji Svaneti (Zemo Svaneti, danas pokrajina Mestia) i Donji Svaneti (Kvemo Svaneti, danas pokrajina Lantehi). Krajolik Svanetija čine planinski vrhovi odvojeni dubokim klancima gornjih tokova rijeka (Enguri, Cxenis-c’q’ali, Kodori, Kuban i Baksan) i većina leži na visini oko 1800 m.

## Povijest
Svane spominje još starogrčki povjesničar Strabon kao podanike starovjekovnog kraljevstva Kolhide koju je 552. godine naslijedilo Kraljevstvo Lazika (Egrisi), te Kraljevina Abhazija u 8. stoljeću koje je u ranom 11. stoljeću postalo Kraljevina Gruzija. Svaneti je postala vojvodstvo (saeristavo) kojom je upravljao vojvoda (eristavi). Za vrijeme zlatnog doba vladavine gruzijske kraljice Tamar (1184. – 1213.) u Svaneti je procvala crkvena arhitektura, a Svani su bili poznati kao sjajni ratnici, a njihov ratni barjak je nazvan Lemi (lav) zbog svog oblika.
Kako Mongoli u vrijeme svoje invazije nikada nisu uspjeli zauzeti Svaneti, ovo područje je postalo svojevrsno utočište Gruzijaca. Propašću Gruzijskog kraljevstva 1460-ih, obitelj Dadeškelijani je u Gornjem Svanetiju osnovala samostalnu kneževinu, dok je Donji Svaneti pripao Megrelskim kneževima Dadijanima. Knez Tsioq’ Dadeškelijani je 1833. godine potpisao sporazum kojim je Gornji Svaneti postao protektoratom Ruskog Carstva. Nakon dinastijskih razmirica, Rusi su nasilno zauzeli Svaneti i ukinuli kneževinu 1876. godine. Svaneti je tada podijeljen na dvije pokrajine, Mastia i Lantekhi.
God. 1921. Svani su organizirali neuspješni "Svanski ustanak" protiv sovjetske vlasti.
Nakon katastrofalne lavine 1987. godine koja je ubila sedamdesetak ljudi, sovjetske vlasti su pokrenule plan premještanja oko 2,500 svanskih obitelji u istočnu Gruziju. Raspad SSSR-a i Gruzijski građanski rat su doveli do velikih društveno-gospodarskih problema na ovom području. Zabačeno planinsko područje je postalo sklonište za razne vrste kriminalaca koji prijete eventualnim turistima. Zbog toga je Gruzijska vlada pokrenula veliku policijsku akciju protiv kriminala u regiji u ožujku 2004. godine, nakon koje se situacija bitno popravila.
- Selo-muzej Čazhasi
- Mestia
- Murqmeli
- Vrh Šhara iznad Ušgulija
- Selo Soli

## Poveznice
- Mcheta

## Vanjske poveznice
- Freske i ikone Svanetija (njem.) Posjećeno 14. ožujka 2011.
- Obilazak Svanetije  Arhivirana inačica izvorne stranice od 12. ožujka 2011. (Wayback Machine) (engl.) Posjećeno 14. ožujka 2011.